# Wilfried Bony
Wilfried Guemiand Bony (født 10. december 1988 i Bingerville, Elfenbenskysten) er en ivoriansk fodboldspiller, der spiller som angriber for Swansea i England.

## Karriere
Bony startede sin seniorkarriere hos klubben Issia Wazi i hjemlandet. I 2007 skiftede han til den tjekkiske klub Sparta Prag, først på et lejemål og senere på en permanent kontrakt. Han havde et succesfuldt ophold i klubben, som han blandt andet vandt det tjekkiske mesterskab med i 2010. I januar 2011 blev han solgt til den hollandske klub SBV Vitesse for en pris på omkring 4,1 millioner euro.
Bony spillede i Vitesse de følgende to et halvt år, og opholdet hos Arnhem-klubben blev succesfuldt, med intet mindre 46 scoringer i 65 kampe i Æresdivisionen. I 2013 blev han topscorer i ligaen, og blev samme år kåret til årets spiller i hollandsk fodbold.
Bonys gode form i Vitesse betød i sommeren 2013, at han blev solgt for et beløb svarende til 104 millioner kroner til Swansea City i Premier League, der på daværende tidspunkt blev trænet af danskeren Michael Laudrup.
Den 14/1 2015 underskrev Bony en 4,5 årig kontrakt med mesterne fra Manchester city F.C.

### Landshold
Bony har (pr. marts 2018) spillet 52 kampe og scoret 15 mål for Elfenbenskystenss landshold, som han debuterede for 9. oktober 2010 i et opgør mod Burundi. Han var en del af den ivorianske trup til VM i 2014 i Brasilien.